# Silometopoides pingrensis
Silometopoides pingrensis là một loài nhện trong họ Linyphiidae.
Loài này thuộc chi Silometopoides. Silometopoides pingrensis được miêu tả năm 1933 bởi Crosby & Bishop.